# Superpuchar Szwajcarii w piłce siatkowej mężczyzn (2020)
Superpuchar Szwajcarii w piłce siatkowej mężczyzn 2020 (oficjalnie Volleyball Supercup 2020) – 22. edycja rozgrywek o Superpuchar Szwajcarii rozegrana 26 września 2020 roku w Mobiliar Arena w Muri bei Bern. Ze względu na fakt, że w sezonie 2019/2020 nie wyłoniony został ani mistrz Szwajcarii, ani zdobywa Pucharu Szwajcarii, podjęto decyzję, iż o Superpuchar Szwajcarii zagrają drużyny, które doszły do finału Pucharu Szwjcarii, tj. Lindaren Volley Luzern oraz Lausanne UC.
Po raz pierwszy zdobywcą Superpucharu Szwajcarii został klub Lindaren Volley Luzern.
MVP spotkania został Szwajcar Tim Köpfli, natomiast wyróżnienie z drużyny przegranej otrzymał Kanadyjczyk Robert Wojcik.

## Drużyny uczestniczące
| Drużyna                | Osiągnięcia w sezonie 2019/2020 |
| ---------------------- | ------------------------------- |
| Lindaren Volley Luzern | finał Pucharu Szwajcarii        |
| Lausanne UC            | finał Pucharu Szwajcarii        |

## Mecz
Sobota, 26 września 2020
15:00 (UTC+02:00) – Mobiliar Arena, Muri bei Bern – Widzów: 500
| Ś                    | 5  | Ben Hensler         |
| Ś                    | 9  | Nick Amstutz        |
| P                    | 10 | Tim Köpfli          |
| R                    | 11 | Lars Ulrich         |
| P                    | 12 | Dominik Fořt        |
| P                    | 14 | Anes Perezic        |
| L                    | 1  | Jörg Gautschi       |
| Zmiany               |    |                     |
| P                    | 2  | Darko Mladenovic    |
| A                    | 7  | Lars Wilmsen        |
| R                    | 17 | Malte Neubert       |
| Nie weszli na boisko |    |                     |
| L                    | 4  | Tim Von Wyl         |
| Ś                    | 6  | Dominik Ulrich      |
| P                    | 16 | Stig Döös Traagstad |
| Trener               |    |                     |
| Alessandro Lodi      |    |                     |

| LUZ | Statystyki  | LAU |
| 3   | SETY        | 0   |
| 75  | MAŁE PUNKTY | 64  |

| P                      | 1  | Federico Rossatti  |
| A                      | 2  | Robert Wojcik      |
| R                      | 7  | Peer Harksen       |
| Ś                      | 9  | Edin Musabegović   |
| Ś                      | 12 | Blake Leeson       |
| P                      | 20 | Adrien Prével      |
| L                      | 16 | Tim Ineichen       |
| Zmiany                 |    |                    |
| Ś                      | 5  | Alexis Rueff       |
| P                      | 6  | Mathias Montavon   |
| R                      | 10 | Reto Pfund         |
| Ś                      | 11 | Damien Sommer      |
| A                      | 18 | Johan Lin          |
| Nie weszli na boisko   |    |                    |
| L                      | 4  | Sébastien Traimond |
| P                      | 8  | Baptiste Poffet    |
| Trener                 |    |                    |
| Massimiliano Giaccardi |    |                    |